# Ermita del Carmen
La ermita de la Virgen del Carmen es una ermita de Monreal del Campo (Teruel, Aragón) 

## Historia
Fue construida en el siglo XVII, siendo reformada en el año 1967. Antes de esa reforma, era similar a la ermita de la Virgen de los Dolores, de la localidad próxima de Villafranca del Campo.

## Descripción
Es una edificación de mampostería, de planta cuadrangular y pequeñas dimensiones, cubierta con cielo raso y techumbre a cuatro aguas de estilo barroco. Sus interiores están revocados de blanco, con humildes altares barrocos.